# عمق رنگ
عمق رنگ (به انگلیسی: Color depth) یا عمق بیت در گرافیک رایانه‌ای به تعداد بیت‌هایی گفته می‌شود که برای نمایش رنگ در هر پیکسل در تصویر گرافیک شطرنجی یا میان‌گیر قاب ویدئو استفاده می‌شود.

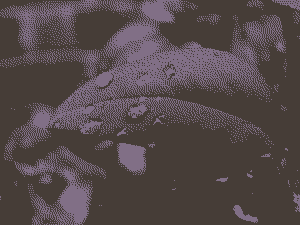
۱ بیت (۲ رنگ)    انتخاب رنگ بر اساس دو رنگ سیاه و سفید
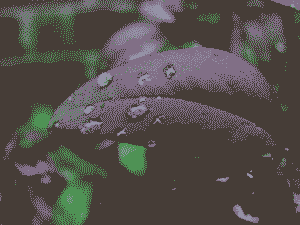
۲ بیت (۴ رنگ)   انتخاب ۴ رنگ از رنگ‌های تصویر که بسامد بیشتری دارد
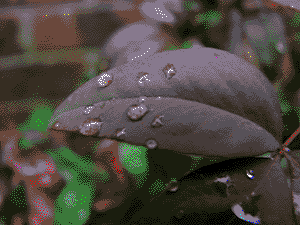
۴ بیت (۱۶ رنگ)  انتخاب ۱۶ رنگ از رنگ‌های تصویر که بسامد بیشتری دارد
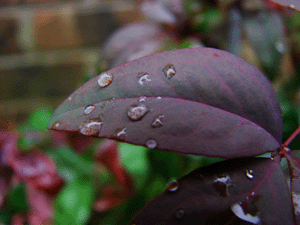
۸ بیت (۲۵۶ رنگ)  انتخاب ۲۵۶ رنگ از رنگ‌های تصویر که بسامد بیشتری دارد
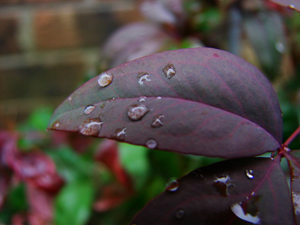
۲۴ بیت (۱۶٬۷۷۷٬۲۱۶ رنگ)  RGB  R=۲^۸ * G=۲^۸* B= ۲^۸